# Cao Bochun
Cao Bochun (chinesisch 曹伯纯; * November 1941 in Zhuzhou, Provinz Hunan) ist ein chinesischer Politiker der Kommunistischen Partei Chinas (KPCh), der unter anderem zwischen 1997 und 2006 Sekretär des Komitees der Kommunistischen Partei Chinas der Autonomen Region Guangxi der Zhuang war.

## Leben
Cao Bochun, Angehöriger des Han-Volkes, begann nach dem Schulbesuch 1958 ein Studium an der Schule der Luftfahrtindustrie in Zhuzhou und war nach dessen Abschluss zwischen 1963 und 1968 selbst Lehrer an dieser Schule. Während dieser Zeit wurde er 1966 Mitglied der KPCh und arbeitete zwischen 1968 und 1972 als Techniker in der Fabrik Nr. 340, ehe er von 1972 bis 1976 zunächst stellvertretender Leiter sowie daraufhin von 1976 bis 1981 Leiter der Politischen Abteilung der Flugzeugmotorenfabrik Nr. 331. Nachdem er zwischen 1981 und 1983 stellvertretender Direktor dieser Fabrik war, fungierte er von 1983 bis 1984 erst als stellvertretender Sekretär der Agitationsabteilung des KPCh-Stadtkomitees von Zhuzhou sowie im Anschluss von 1984 bis 1990 als Sekretär dieses Stadtparteikomitees. Er war zwischen 1990 und 1991 Sekretär des Stadtkomitees der KPCh von Xiangtan sowie vom 29. April 1991 bis zum 26. Juni 1992 Vizegouverneur der Provinz Hunan und damit Stellvertreter von Gouverneur Chen Bangzhu.
Als Nachfolger von Bi Xizhen übernahm Cao von Juni 1992 bis zu seiner Ablösung durch Yu Xuexiang im März 1995 die Funktion als Sekretär des Stadtkomitees der KPCH von Dalian und fungierte zugleich zwischen 1992 und 1997 als stellvertretender Sekretär des Parteikomitees der Provinz Liaoning und war somit Stellvertreter der Sekretäre des KPCh-Provinzkomitees Quan Shuren (1992 bis 1993) beziehungsweise Gu Jinchi (1993 bis 1997). Auf dem XIV. Parteitag der Kommunistischen Partei Chinas wurde er im Oktober 1992 Kandidat des Zentralkomitees (ZK der KPCh) und behielt diese Funktion bis September 1997. Am 15. Juli 1997 löste er Zhao Fulin als Sekretär des Komitees der KPCh der Autonomen Region Guangxi der Zhuang ab und hatte dieses Amt bis zum 29. Juni 2006 inne, woraufhin Liu Qibao seine dortige Nachfolge antrat. Zugleich wurde er auf dem XV. Parteitag erstmals zum Mitglied des ZK der KPCh gewählt und gehörte diesem Führungsgremium nach seiner Wiederwahl auf dem XVI. Parteitag im September 2002 bis September 2007 an. Als Nachfolger von Zhao Fulin bekleidete er zwischen dem 31. Januar 2002 und seiner Ablösung durch Liu Qibao am 28. Juli 2006 außerdem das Amt als Vorsitzender des Ständigen Ausschusses des Volkskongresses der Autonomen Region Guangxi der Zhuang. Nach Beendigung dieser Funktionen aufgrund der Altersgrenze von 65 Jahr wurde er 2006 stellvertretender Vorsitzender des Ausschusses für Umweltschutz und Ressourcenerhaltung des Nationalen Volkskongresses und als solcher im März 2008 bestätigt.

## Weblink
- Cao Bochun (chinavitae.com) (Memento vom 28. Mai 2023 im Internet Archive)